# Cardepia irrisoria
Cardepia irrisoria is een vlinder uit de familie uilen (Noctuidae). De wetenschappelijke naam is voor het eerst geldig gepubliceerd in 1874 door Erschov.
De soort komt voor in Europa.